# Microchaetus rappi
Espèce
Microchaetus rappi est une espèce de grands vers de terre, le plus grand des annélides.

## Description
Il mesure environ 1,4 mètre en longueur, mais peut atteindre jusqu'à 6,7 mètres et peut peser jusqu'à 1,5 kilogramme.